# HC Dvůr Králové nad Labem
HC Dvůr Králové (celým názvem: Hockey Club Dvůr Králové nad Labem) je český klub ledního hokeje, který sídlí ve městě Dvůr Králové nad Labem v Královéhradeckém kraji. V předchozích sezónách po dlouholetém působení v krajském přeboru se povedlo na konci ročníku 2016/17 vybojovat postup do 2. ligy, když v kvalifikačním dvojzápase zvítězil nad týmem HC Letci Letňany. Ten shodou okolností nakonec také postoupil o ligu výš po koupě druholigové licence od Techniky Brno. Od sezóny 2017/18 působí ve 2. lize, třetí české nejvyšší soutěži ledního hokeje.  Klubové barvy jsou červená, černá a bílá.
Své domácí zápasy odehrával na zimním stadionu Dvůr Králové nad Labem s kapacitou 1600 diváků.

## Znovuzrození
14. května 2022 prodali druholigovou licenci Dynamu Pardubice. Majitel klubu Vasil Teodoridis měl zdravotní problémy, které mu neumožňovali klub dále řídit. Po neúspěchu najít nového majitele klub prodal licenci a seniorský hokej se nepřihlásil do žádné soutěže. Zůstala pouze mládežnické kategorie. V červenci 2023 oznámil klub návrat do Krajské hokejové ligy. Znovuzrození klubu v seniorském hokeji přineslo výrazné změny; přejmenování klubu, změnu klubových barev a loga, úpravy na stadionu a změny ve vedení a v realizačním týmu.

## Historické názvy
- TJ Jiskra Juta Dvůr Králové nad Labem (Tělovýchovná jednota Jiskra Juta Dvůr Králové nad Labem)
- HC BaL Dvůr Králové nad Labem (Hockey Club BaL Dvůr Králové nad Labem)
- 2010 – HC Dvůr Králové nad Labem (Hockey Club Dvůr Králové nad Labem)
- 2011 – HC Tambor Dvůr Králové nad Labem (Hockey Club Tambor Dvůr Králové nad Labem)
- 2015 – HC RODOS Dvůr Králové nad Labem (Hockey Club RODOS Dvůr Králové nad Labem)
- 2023 – HC Dvůr Králové (Hockey Club Dvůr Králové nad Labem)

## Přehled ligové účasti
Stručný přehled
Zdroj:
- 1957–1959: Oblastní soutěž – sk. C (3. ligová úroveň v Československu)
- 1959–1960: 2. liga – sk. A (2. ligová úroveň v Československu)
- 1969–1973: Divize – sk. C (3. ligová úroveň v Československu)
- 1973–1974: 2. ČNHL – sk. B (3. ligová úroveň v Československu)
- 1974–1975: Divize – sk. C (3. ligová úroveň v Československu)
- 2003–2006: Královéhradecká a Pardubická krajská liga – sk. A (4. ligová úroveň v České republice)
- 2006–2013: Královéhradecká krajská liga (4. ligová úroveň v České republice)
- 2013–2014: Královéhradecká krajská soutěž (5. ligová úroveň v České republice)
- 2014–2017: Královéhradecká krajská liga (4. ligová úroveň v České republice)
- 2017–2018: 2. liga – sk. Západ (3. ligová úroveň v České republice)
- 2018–2019: 2. liga – sk. Střed (3. ligová úroveň v České republice)
- 2019–2022: 2. liga – sk. Sever (3. ligová úroveň v České republice)
- 2023–: Královéhradecká a Pardubická krajská liga (4. ligová úroveň v České republice)

Jednotlivé ročníky
Zdroj:
Legenda: ZČ - základní část, červené podbarvení - sestup, zelené podbarvení - postup, fialové podbarvení - reorganizace, změna skupiny či soutěže
| Československo (1957 – 1993) |                                                   |                               |                               |                                                 |                               |
| Sezóny                       | Soutěž                                            | Úroveň                        | ZČ                            | Play-off, nadstavba, sk. o udržení...           | Poznámky                      |
| 1957/58                      | Oblastní soutěž – sk. C                           | 3. úroveň                     | 4. místo                      |                                                 |                               |
| 1958/59                      | Oblastní soutěž – sk. C                           | 3. úroveň                     | 1. místo                      |                                                 | Postup                        |
| 1959/60                      | 2. liga – sk. A                                   | 2. úroveň                     | 12. místo                     |                                                 | Sestup                        |
| ...                          |                                                   |                               |                               |                                                 |                               |
| 1969/70                      | Divize – sk. C                                    | 3. úroveň                     | 2. místo                      |                                                 |                               |
| 1970/71                      | Divize – sk. C                                    | 3. úroveň                     | 4. místo                      |                                                 |                               |
| 1971/72                      | Divize – sk. C                                    | 3. úroveň                     | 4. místo                      |                                                 |                               |
| 1972/73                      | Divize – sk. C                                    | 3. úroveň                     | 2. místo                      |                                                 | Reorganizace                  |
| 1973/74                      | 2. ČNHL – sk. B                                   | 3. úroveň                     | 8. místo                      |                                                 | Sestup                        |
| 1974/75                      | Divize – sk. C                                    | 4. úroveň                     | –. místo                      |                                                 | Odstoupení ze soutěže         |
| ...                          |                                                   |                               |                               |                                                 |                               |
| Česko (1993 – )              |                                                   |                               |                               |                                                 |                               |
| Sezóny                       | Soutěž                                            | Úroveň                        | ZČ                            | Play-off, nadstavba, sk. o udržení...           | Poznámky                      |
| ...                          |                                                   |                               |                               |                                                 |                               |
| 2003/04                      | Královéhradecká a Pardubická krajská liga – sk. A | 4. úroveň                     | 4. místo                      | Finálová skupina (5. místo)                     |                               |
| 2004/05                      | Královéhradecká a Pardubická krajská liga – sk. A | 4. úroveň                     | 3. místo                      | Finálová skupina (4. místo)                     |                               |
| 2005/06                      | Královéhradecká a Pardubická krajská liga – sk. A | 4. úroveň                     | 3. místo                      | Finále; kvalifikace o 2. ligu, 1. kolo (prohra) | Reorganizace                  |
| 2006/07                      | Královéhradecká krajská liga                      | 4. úroveň                     | 1. místo                      | Vítěz; kvalifikace o 2. ligu, 3. kolo (výhra)   | Prodej licence do Uničova     |
| 2007/08                      | Královéhradecká krajská liga                      | 4. úroveň                     | 2. místo                      | Zápas o 3. místo (výhra)                        |                               |
| 2008/09                      | Královéhradecká krajská liga                      | 4. úroveň                     | 4. místo                      |                                                 |                               |
| 2009/10                      | Královéhradecká krajská liga                      | 4. úroveň                     | 5. místo                      | Zápas o 5. místo (prohra)                       |                               |
| 2010/11                      | Královéhradecká krajská liga                      | 4. úroveň                     | 4. místo                      | Zápas o 3. místo (prohra)                       |                               |
| 2011/12                      | Královéhradecká krajská liga                      | 4. úroveň                     | 11. místo                     | Skupina o udržení (2. místo)                    |                               |
| 2012/13                      | Královéhradecká krajská liga                      | 4. úroveň                     | 11. místo                     | Skupina o udržení (2. místo)                    | Sestup                        |
| 2013/14                      | Královéhradecká krajská soutěž                    | 5. úroveň                     | 2. místo                      | Baráž o krajskou ligu (4. místo)                | Postup                        |
| 2014/15                      | Královéhradecká krajská liga                      | 4. úroveň                     | 8. místo                      | Baráž o krajskou ligu (1. místo)                |                               |
| 2015/16                      | Královéhradecká krajská liga                      | 4. úroveň                     | 1. místo                      | Finále                                          |                               |
| 2016/17                      | Královéhradecká krajská liga                      | 4. úroveň                     | 1. místo                      | Vítěz; baráž o 2. ligu (výhra)                  | Postup                        |
| 2017/18                      | 2. liga – sk. Západ                               | 3. úroveň                     | 8. místo                      | Osmifinále                                      | Změna skupiny                 |
| 2018/19                      | 2. liga – sk. Střed                               | 3. úroveň                     | 6. místo                      | Ne                                              | Změna skupiny                 |
| 2019/20                      | 2. liga – sk. Sever                               | 3. úroveň                     | 2. místo                      | play-off zrušeno kvůli pandemii covidu-19       |                               |
| 2020/21                      | 2. liga – sk. Sever                               | 3. úroveň                     | neurčeno                      | sezóna zrušena kvůli pandemii covidu-19         |                               |
| 2021/22                      | 2. liga – sk. Sever                               | 3. úroveň                     | 2. místo                      | Finále                                          | Prodej licence a zánik A týmu |
| 2022/23                      | Klub bez seniorského mužstva.                     | Klub bez seniorského mužstva. | Klub bez seniorského mužstva. | Klub bez seniorského mužstva.                   | Klub bez seniorského mužstva. |
| 2023/24                      | Královéhradecká a Pardubická krajská liga         | 4. úroveň                     | 16. místo                     |                                                 |                               |